# Vlastivědné muzeum a galerie v České Lípě
Vlastivědné muzeum a galerie v České Lípě je příspěvkovou organizací Libereckého kraje. Muzeum je od roku 1960 umístěno v areálu někdejšího Augustiniánského kláštera, který je chráněn jako kulturní památka České republiky. Má pobočky v České Lípě (pobočka Šatlava), Doksech a Kravařích. Základem expozice byly sbírky dříve existujících muzeí ve městě. Muzeum je velmi důležitým článkem kulturního života ve městě a spoluvydavatelem různých vlastivědných publikací.

## Začátky muzea

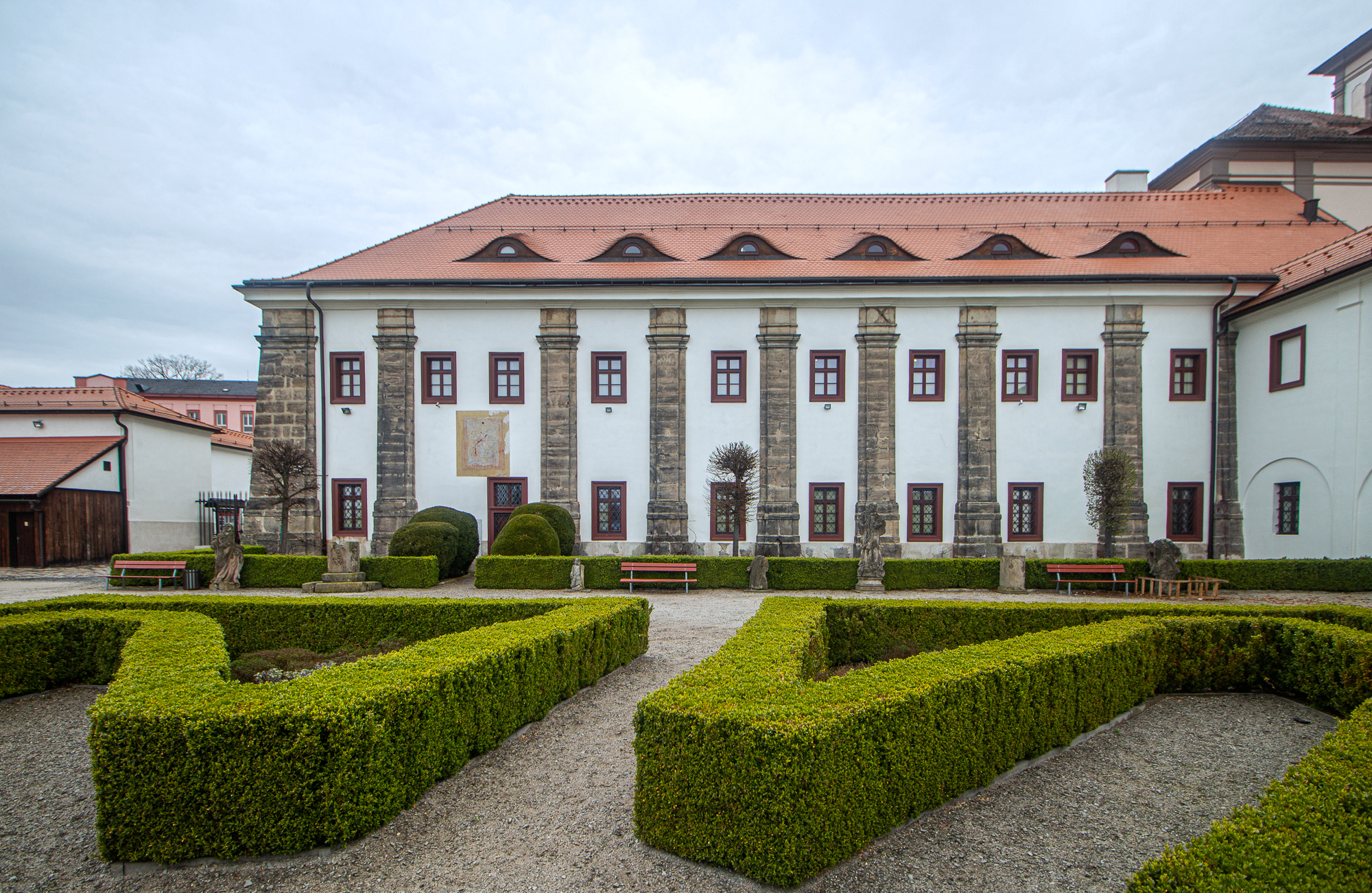
Vlastivědné muzeum a galerie v někdejším augustiniánském klášteře v České Lípě

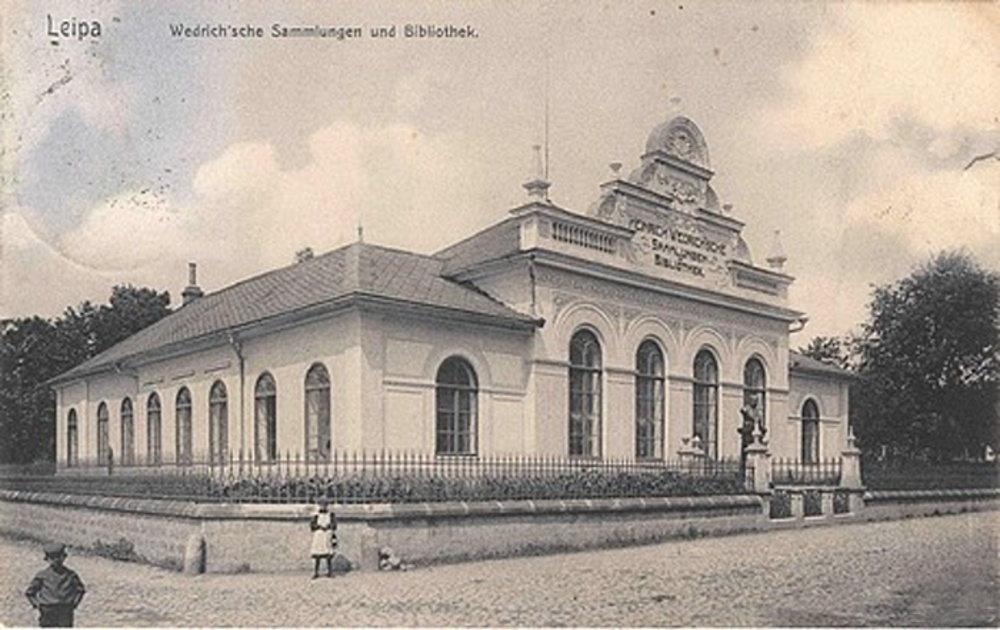
Wedrichovo muzeum v roce 1909

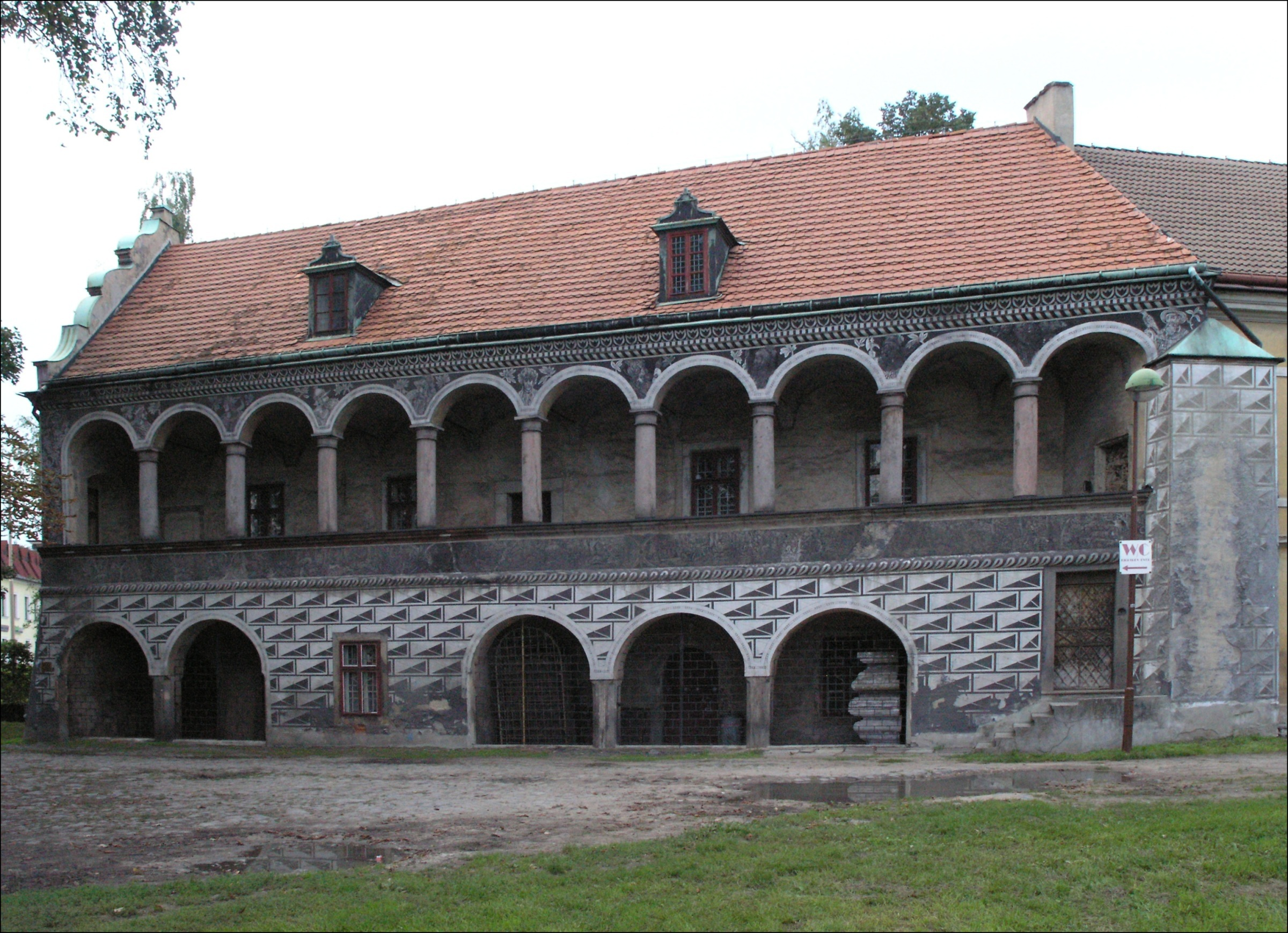
Dříve bylo muzeum v Červeném domě

Počátky se datují do druhé poloviny 19. století a jsou spojeny s muzejním spolkem Excursions Club, který vznikl roku 1877 a byl úředně zaregistrován v roce 1878. V květnu 1883 byly sbírky od 216 dobrovolných dárců uskladněny v jedné z místností gymnázia proti klášteru. Po roce 1899 byly odstěhovány do dvou uvolněných místností na radnici a 18. listopadu 1900 byla muzeum na radnici zpřístupněno veřejnosti. Po úspěšné živnostenské výstavě v České Lípě roku 1890 se Excursions Club rozhodl založit ve městě řádné muzeum a jemu své sbírky věnovat. Z jeho iniciativy byl 18. října 1900 svolán českolipský muzejní spolek, když návrh stanov úřady schválily již v červnu 1900.
O čtyři roky později místní sběratel a továrník Heinrich Wedrich (1835-1904) věnoval krátce před svou smrtí městu budovu hostince Údolí Josafat (zbořena 1982) i se svou hodnotnou, velkou soukromou sbírkou. Upravená budova bylo označena Heinrich Wedrich`sche Sammlungen und Bibliothek (Sbírky a knihovna Heinricha Wedricha). Sbírky byly vedeny jako součást městského muzea. Prostory Wedrichova muzea, i na radnici byly nevyhovující, nebyla však vůle ani peníze situaci muzea po dvacet let vyřešit. Až v roce 1933 město zřídilo muzeum v prostorách letohrádku Červený dům u hradu Lipý. Za války byla činnost muzea pozastavena a v roce 1945 německé muzeum zaniklo i formálně.

## Český muzejní spolek
Z iniciativy školního inspektora Josefa Maštálka vznikl 21. března 1928 Český muzejní spolek na půdě Národní jednoty severočeské. Základem, podnětem ke vzniku byla sbírka přemístěná z ukončené Hraničářské výstavy českého severu konané v Mladé Boleslavi v létě 1927, zprvu umístěná v nové budově školy v Novém Boru. Spolek začal vydávat časopis Bezděz. V roce 1932 byly české sbírky přestěhovány do České Lípy do ředitelského bytu české Tyršovy školy. V letech 1936–1938 byly expozice umístěny na zámku v Zákupech, odkud byly převezeny díky Maštálkovi před záborem pohraničí do zámku v Bělé pod Bezdězem.

## Po roce 1945
Po válce bylo v České Lípě utvořeno Krajské muzeum (stanovy schváleny roku 1947), kde se shromažďovaly i konfiskáty a jeho součástí se staly exponáty v Červeném domě vč. sbírky Wedricha. Správcem sbírek byl jmenován Bohumil Kinský. Sbírky z Bělé pod Bezdězem byly přivezeny zpět do České Lípy v roce 1947. Sbírkový fond byl umístěn ve velkém sále Wedrichova muzea a probíhala neustále jednání o nalezení nového, důstojného místa. V roce 1949 získalo muzeum nový název - Krajinské vlastivědné muzeum v České Lípě.
V listopadu 1951 byla otevřena přírodovědná výstava v budově Wedrichova muzea a souběžně uměleckohistorická v Červeném domě. Ambit kláštera byl místem veřejnosti zpřístupněnému depozitáři z církevních svozů v expozici výtvarného umění a církevních památek.
Po válce také obnovil na několik let svou činnost muzejní spolek s pozměněným názvem - Muzejní spolek pro kraj českolipský., vydal i několik čísel časopisu Bezděz. Kolem roku 1951 spolek přestal pracovat a na dlouhá léta přestal být vydáván i Bezděz.
V roce 1952 došlo k přejmenování instituce na Okresní vlastivědné muzeum ve správě města a byl ustaven jeho ředitelem Břetislav Vojtíšek. On zprvu roztřídil materiály, oddělil expozice od depozit. Za první stálou expozici vytvořenou v roce 1954 získal ocenění ministra kultury. Jeho manželka Marie Vojtíšková byla od roku 1952 první ředitelkou Okresního archivu a společným úsilím obou manželů obě instituce získaly v roce 1960 nové prostory v bývalém augustiniánském klášteře místo zde fungující učňovské školy. Nejprve zde byla provedena rekonstrukce objektu, pak došlo k nastěhování Okresního archivu a až roku 1964 se přestěhovaly sbírky muzea. Část objektu Červeného domu uvolněného muzeem převzala Kulturní správa ONV. V roce 1965 byla v ambitu kláštera výstava V rytmu dějin, věnovaná období po roce 1945. Roku 1985 místo dosavadního ředitele Jaroslava Janovského nastoupil Petr Svoboda, jehož zásluhou byly v letech 1986 - 1991 provedeny rozsáhlé rekonstrukce klášterních prostor. Muzeum jako instituce se nastěhovalo do bývalého kláštera v dubnu roku 1968. Téhož roku se podařilo vybudovat výstavu Osmnáctá chasa v boji proti Deutschböhmen, na níž pomáhali i členové nově založeného Klubu přátel muzea.

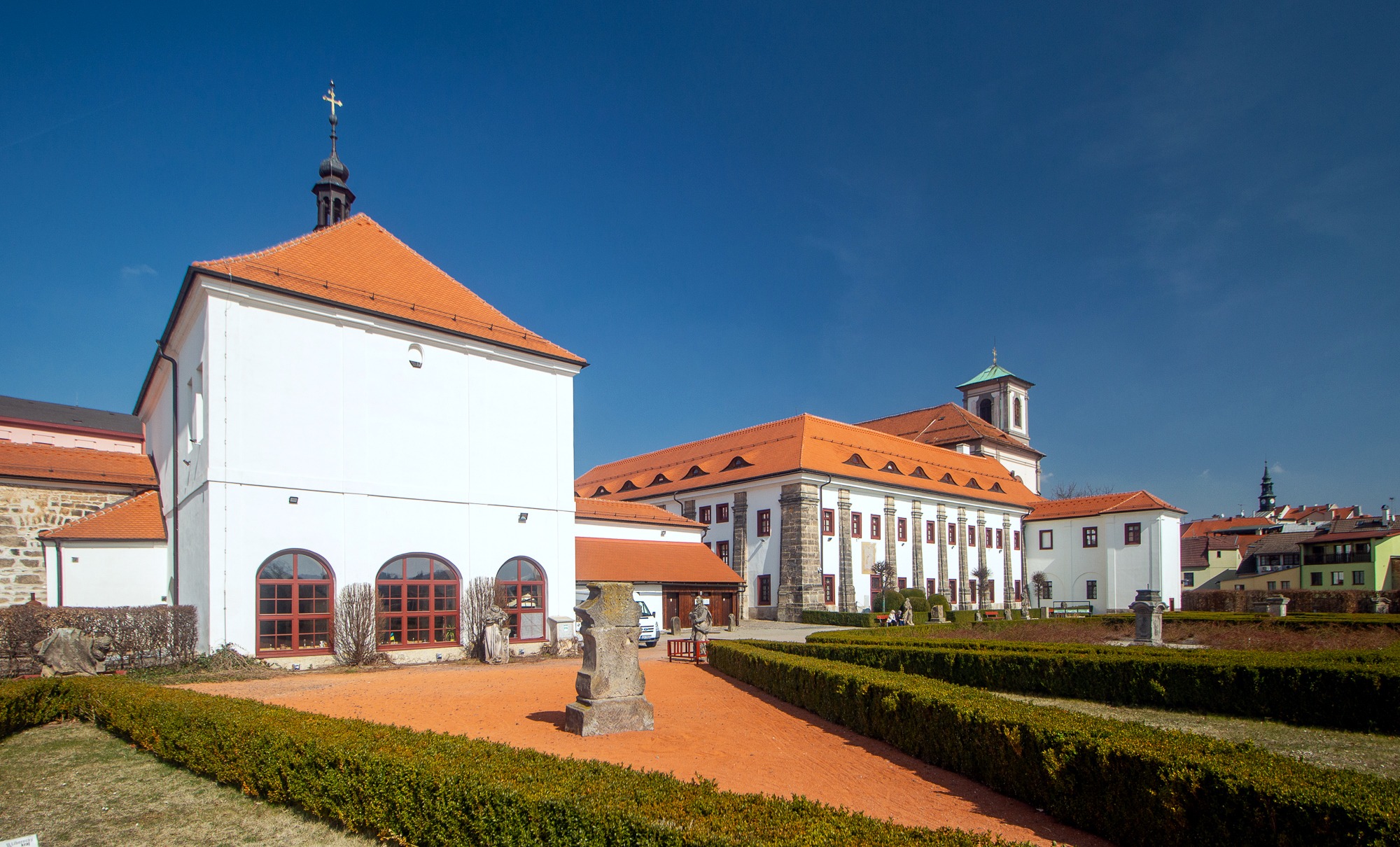
Muzeum zezadu od zahrady

Od roku 1969 byly budovány první stálé expozice. Protože společné prostory v klášterních budovách přestaly dostačovat, muzeum s archivem získaly po roce 1970 společně jako depozitář zámeček v 16 km vzdálených Stvolínkách. Muzeum navíc získalo vojskem poškozený zámek ve Stráži pod Ralskem. Marně se pokoušeli Vojtíškovi získat pro potřeby obou institucí a zachránit zámek v Mimoni, byl zbořen.
Státní okresní archiv Česká Lípa se odstěhoval do své nové budovy v ulici Na Střelnici až roku 1998

## Okresní dům osvěty
V roce 1953 byl založen v České Lípě Okresní dům osvěty, v jehož zájmových kroužcích se již v následujícím roce zapojilo 400 lidí. Vedl jej Josef Poláček (*1925), který s pomocí ředitele muzea Břetislava Vojtíška (*1928), ředitelkou archivu Marií Vojtíškovou (1928-2012) a profesorem Jaroslavem Panáčkem konali přednášky a psali články o historii města. Některé z kroužků (přírodovědný, vlastivědný, numismatický, muzejní) byly napojeny na muzeum a také s ním spolupracovaly. Vlastivědný s muzejním poté splynuly. Okresní dům osvěty a muzeum díky vydatné podpoře města vydávaly publikace o historii města, např. Z kroniky revolučního dělnického hnutí v České Lípě. Poplatné době, ale přece jen hodnotné zachycením některých historických událostí. Krátkodobé expozice byly vystaveny i mimo muzejní objekty, např. v městském kině byla v roce 1958 výstavka Již nikdy Mnichov

## Klub přátel muzea

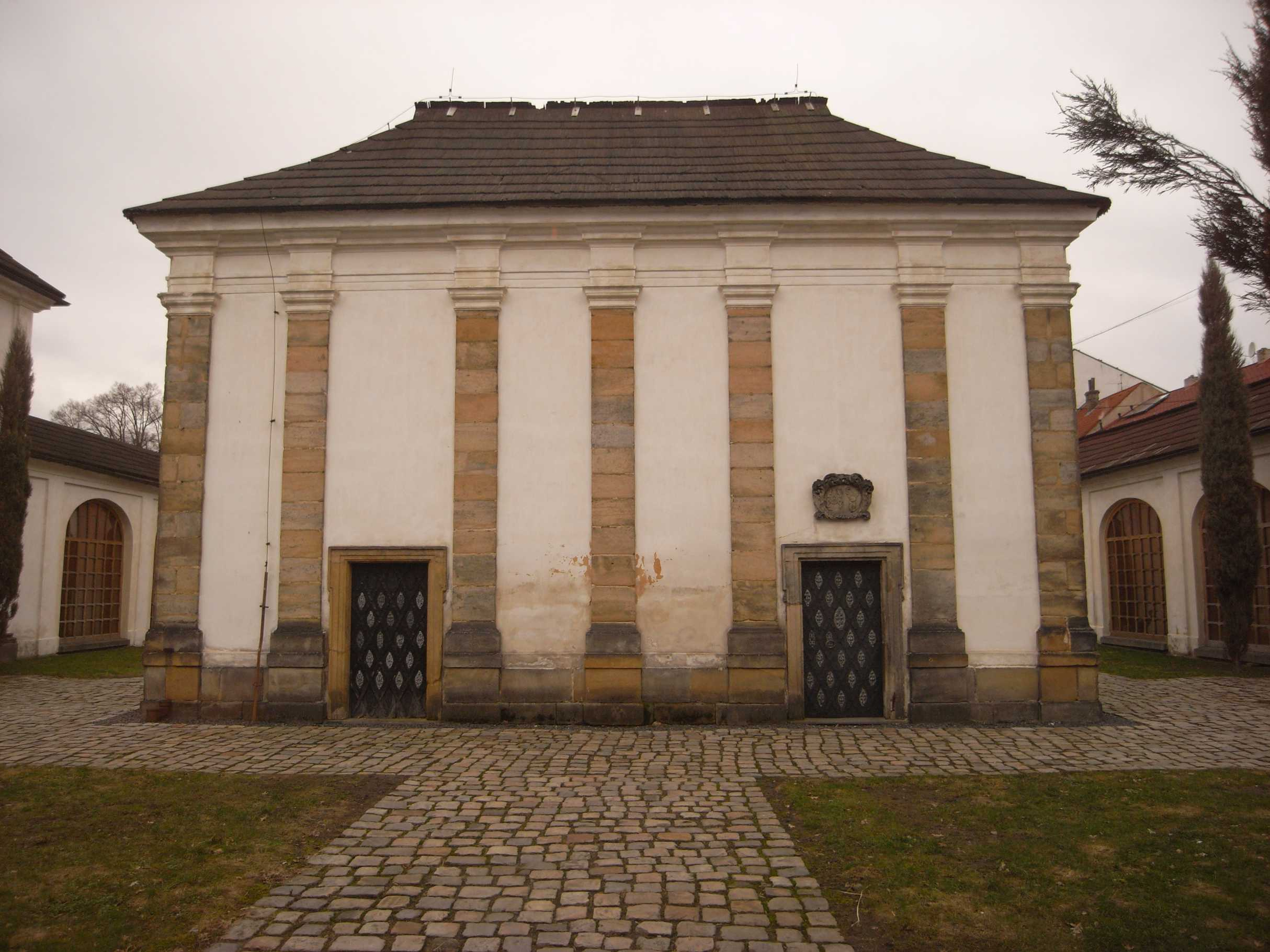
Akce se dělají v Loretě u muzea

V roce 1967 byl založen Klub přátel muzea, který měl v roce 1970 zhruba 80 členů. Po normalizaci byla činnost klubu omezena, k oživení došlo až v roce 1979, k plné obnově v roce 1986. Popud k tomu dalo roku 1986 Ministerstvo kultury ČSR vydáním příslušné směrnice Zásady zájmové činnosti v oblasti muzeí a galerií. Klub pořádal přednášky, zájezdy. V roce 1991 vznikl Vlastivědný spolek Českolipska a v roce 1997 byly oba spolky, v nichž byli téměř titíž lidé, spojeny.

## Publikační činnost
Po roce 1960 začalo muzeum vydávat další drobné vlastivědné publikace, mapující historii města. Po roce 1990 je muzeum spoluvydavatelem obnoveného sborníku Bezděz, jehož redakce sídlí v budově Okresního archivu. Třetím spoluvydavatelem je Vlastivědný spolek Českolipska. Ve spolku i redakční radě jsou mj. i pracovníci muzea a archivu (vč. obou ředitelů institucí).

## Muzeum dnes

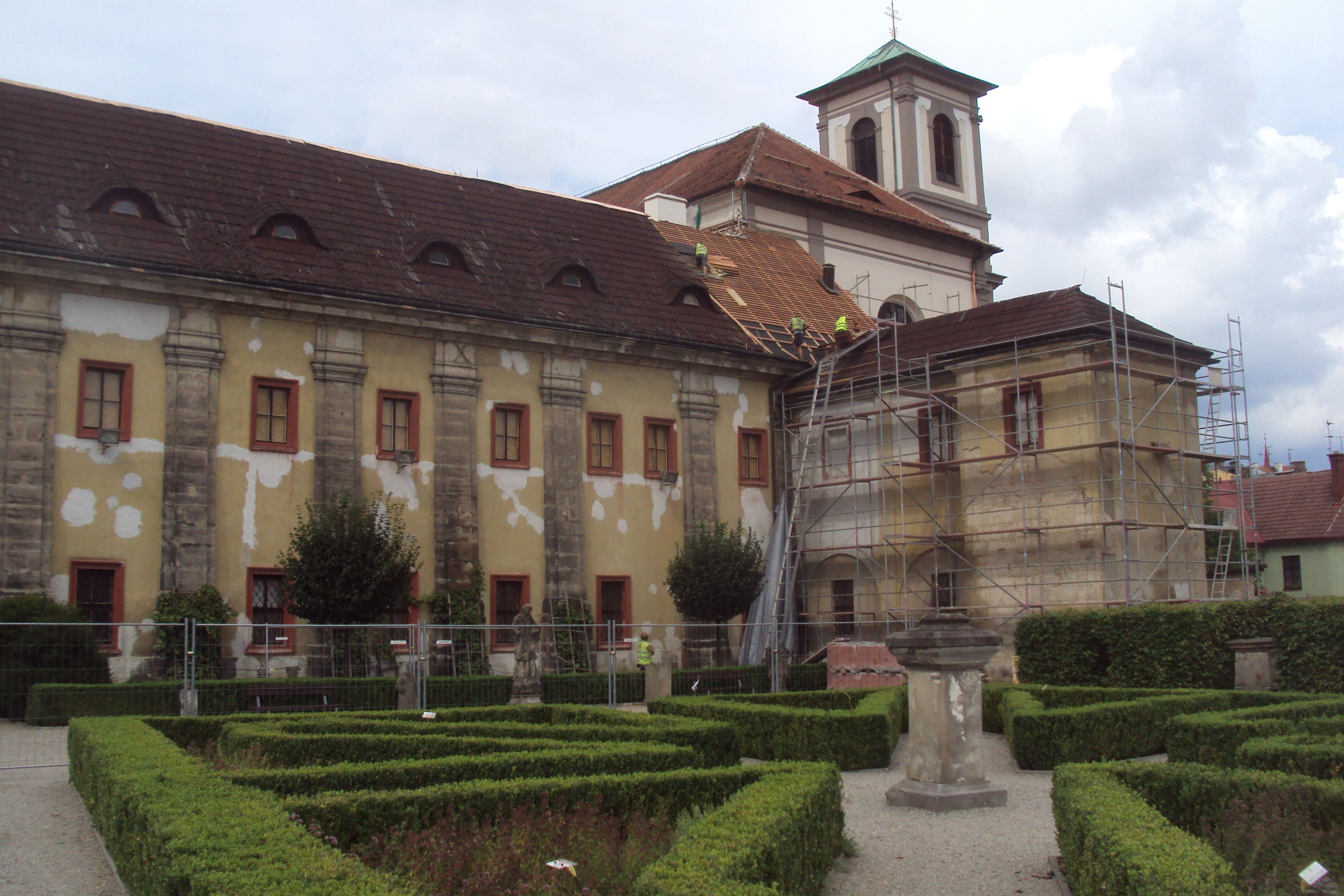
Práce na opravě střechy v srpnu 2014

Hlavní část instituce sídlí v areálu někdejšího augustiniánského kláštera z roku 1707, postaveného ve středu města na nynější adrese nám. Osvobození 297, 47034 Česká Lípa. Pobočky má tři: v Doksech, Kravařích a od 22. února 2011 také v někdejší šatlavě v České Lípě (Vězeňská ulice). Hlavní areál je tvořen budovami někdejší školy, ambitem, klášterní zahradou, kostelem. Muzeum pečuje o půl milionu předmětů, z nichž 5 400 je umístěno ve stálých expozicích přístupných veřejnosti. Všechny muzeem využívané objekty i řada soch na zahradě jsou evidované v seznamu kulturních památek. Sochy i zeleň na zahradě trpí vandalismem. V roce 2014 byly prováděny opravy střechy.
Muzeum i jeho pobočky jsou členy Asociace muzeí a galerií České republiky.

### Expozice v hlavní budově
Zatímco příležitostné expozice jsou umístěny v klášterním ambitu, stálé v hlavní budově. Nejstarší byla v roce 1969 přírodovědná, později přibývaly další (historická 1972, exotických zvířat, mineralogie, kovářství, Svět hmyzu). Je zde tzv. přestěhovaná světnička z chalupy herce Vladimíra Menšíka, kterou míval v Horní Polici. Celý areál kláštera muzeum ve své správě nemá, funkční kostel a k zahradám přistavěný KD Crystal mu nepatří.

## Výstavy a jiné aktivity
V ambitu jsou pořádány nejen příležitostné výstavky, ale je využíván i na jiné akce pro veřejnost, např. vánoční trhy.
V roce 2013 byla v ambitu velká výstava pod názvem Adepti cechu Hubertova - Tradice a současnost myslivosti. Svým rozsahem byla jednou z největších akcí muzea, exponáty byly zapůjčeny z řady míst v Česku, Sasku i od soukromých sběratelů. V roce 2018 byla v ambitu muzeu uspořádána rozsáhlá výstava s řadou doprovodných akcí ke stému výročí vzniku Československé republiky.

## Pobočky

### Pobočka v Doksech

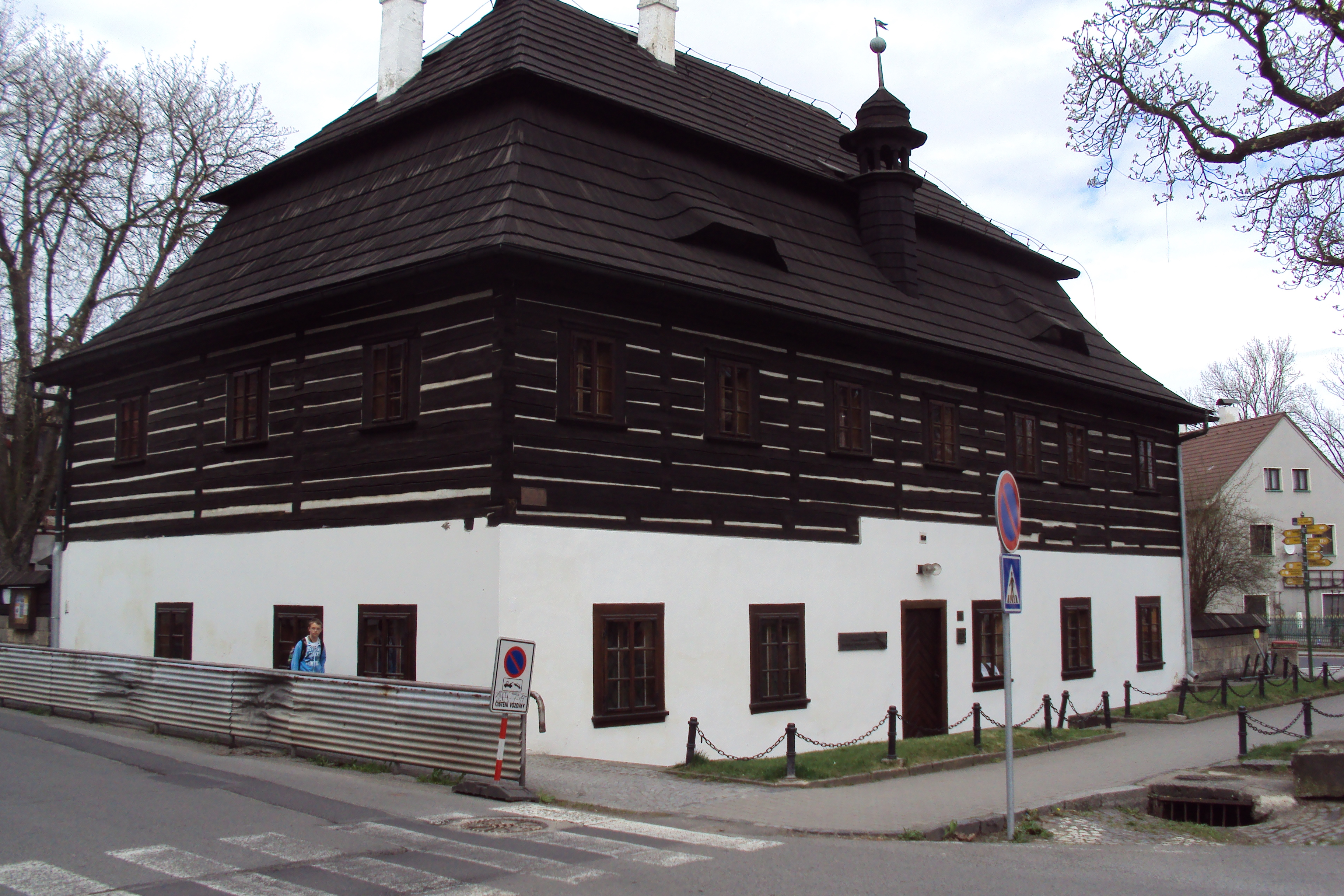
Památník K. H. Máchy v Doksech

Památník Karla Hynka Máchy je pobočkou muzea v Doksech u Máchova jezera. Je věnován odkazu básníka Karla Hynka Máchy a později zde byla instalována další expozice Rybářství a rybníkářství na Českolipsku.

### Vísecká rychta

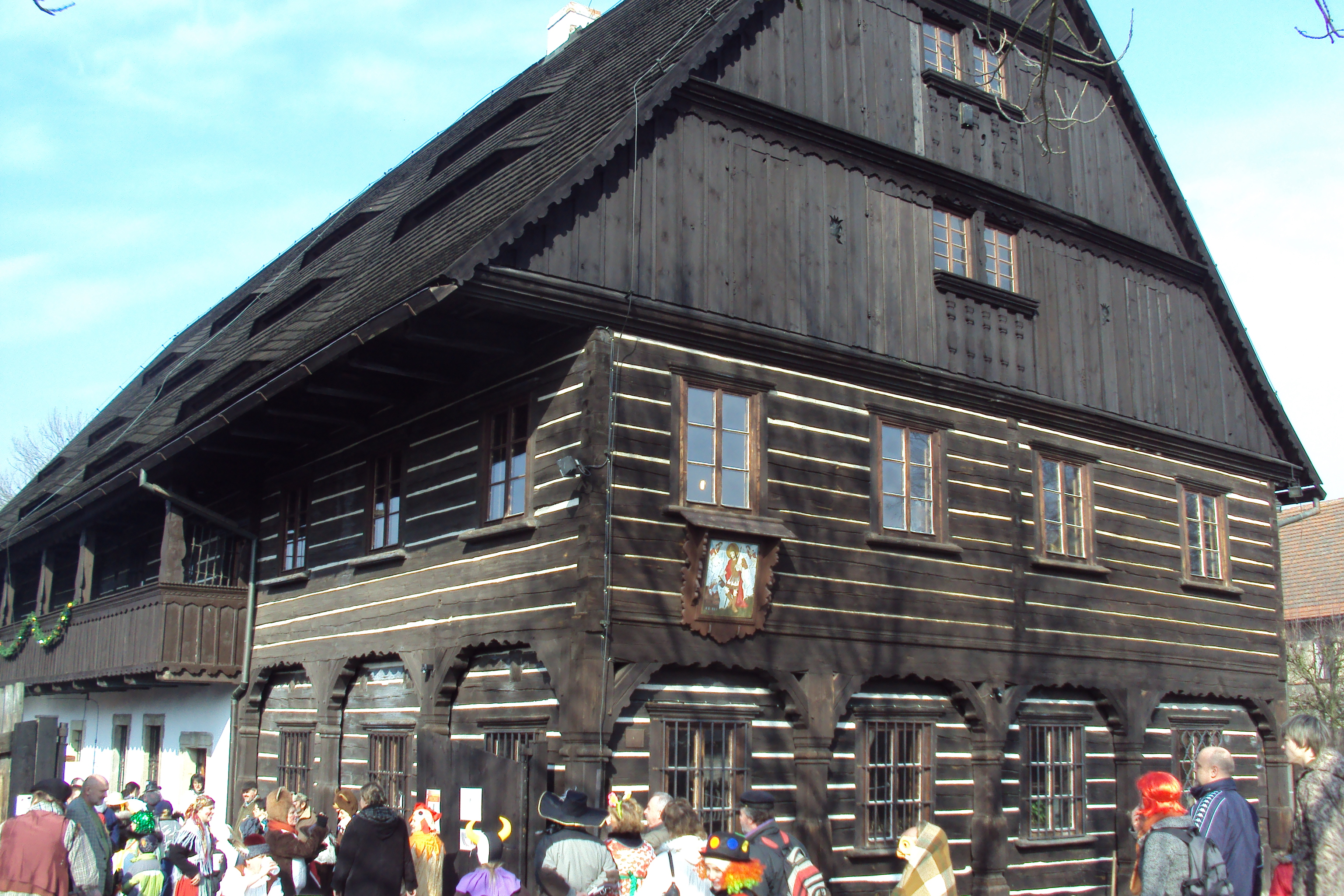
Vísecká rychta při masopustu

Vísecká rychta je pobočkou muzea v obci Kravaře umístěnou ve velkém stavení bývalé rychty. Je zde expozice lidového bydlení zdejšího kraje.

### Šatlava
Pobočka Šatlava v České Lípě byla po rekonstrukci historického objektu otevřena v únoru 2011. Expozice je věnována zejména archeologickým výzkumům Českolipska a do podkrovních prostor budovy se přestěhovalo archeologické pracoviště z hlavního muzea.